# Лаптева, Любовь Геннадьевна
Любовь Геннадьевна Лаптева (род. 23 декабря 1952, Свердловск) — советский и российский искусствовед и педагог, консультант АХ СССР — РАХ. Почётный член РАХ (2019). Заслуженный работник культуры Российской Федерации (2003).

## Биография
Родилась 23 декабря 1952 года в Свердловске.
С 1972 по 1978 год обучалась в Московском государственном университете и одновременно с 1970 по 1979 год работала младшим научным сотрудником Государственной Третьяковской галерее. С 1979 года работала в Государственном центральном музее музыкальной культуры имени М. И. Глинки в должностях: с 1979 по 1988 год — младший научный сотрудник и заведующий сектором, с 2008 по 2018 год — ведущий научный сотрудник и заведующий научно-фондового отдела изобразительного искусства. С 1988 по 2008 год — консультант Академии художеств СССР — Российской академии художеств. С 2008 года —секретарь-референт секции живописи Московского Союза художников.
Л. Г. Лаптева являлась куратором художественных выставок проходивших в Государственном центральном музее музыкальной культуры имени М. И. Глинки, в том числе таких как «100-летие Музея музыкальной культуры», «композитор Сергей Прокофьев», «Лики музыки. Живопись Ильи Комова», «Шаляпин известный и неизвестный», «Восток Таира Салахова в музыкальном интерьере», «Живопись музыки. К 100-летию С. М. Юнович», «Пространство музыки Станислава Бенедиктова», «Магия танца» и «Музыка в цвете — цвет в музыке», посвящённая творчеству театрального художника Б. А. Мессерера. Л. Г. Лаптева помимо кураторской деятельности занималась в АХ СССР — РАХ организацией круглых столов, в том числе «Роль рисунка в живописи», «Цвет в живописи», «Композиция в картине» и «Экология в искусстве и экология искусства», а так же памятных и юбилейных заседаний посвящённых известным художникам, в том числе таких как В. И. Суриков, К. П. Брюллов, И. Е. Репин, Ю. И. Пименов (является экспертом по произведениям этого художника и автором научных трудов посвящённых его творчеству), В. В. Верещагин, А. А. Пластов, С. В. Герасимов, В. Д. Поленов, П. Д. Корин, И. Э. Грабарь, А. А. Осмёркин, А. И. Куинджи, А. А. Иванов, В. М. Васнецов, А. А. Дейнека, П. П. Кончаловский, А. М. Васнецов, М. В. Нестеров.
В 2019 году присвоено почётное звание — Почётный член РАХ.
В 2003 году Указом Президента России «За заслуги  в  области  культуры  и  многолетнюю  плодотворную работу» Любовь Лаптева была удостоена почётного звания Заслуженный работник культуры Российской Федерации.

## Награды
- Заслуженный работник культуры Российской Федерации (2003)[3]
- Золотая медаль РАХ[2]